# Lauriane Genest
Pour les articles homonymes, voir Genest.
Lauriane Genest, née le 28 mai 1998 à Montréal est une coureuse cycliste canadienne, spécialiste des épreuves de vitesse sur piste.

## Biographie
Dans sa jeunesse, Lauriane Genest pratique le patinage artistique. Après une saison décevante, elle décide de passer au cyclisme et s'entraîne avec son père sur la route. En 2015, elle découvre pour la première fois sur le vélodrome de Bromont le cyclisme sur piste. En 2017, elle participe au RBC Training Ground, un programme canadien qui teste le potentiel de jeunes athlètes. La même année, elle décroche deux titres lors de ses premiers championnats du Canada (500 mètres et vitesse par équipes).
En avril 2018, elle participe à sa première compétition internationale aux Jeux du Commonwealth. Elle se classe septième du keirin et quatrième du tournoi de vitesse. La même année, elle est à nouveau deux fois championne nationale et lors des championnats panaméricains, elle remporte deux médailles, l'argent en keirin et le bronze en vitesse par équipes. Lors des championnats panaméricains 2019, elle remporte l'or en keirin et en vitesse par équipes avec Kelsey Mitchell.. 
En août 2021, elle remporte une médaille de bronze sur le keirin aux Jeux olympiques de Tokyo.

## Palmarès

### Jeux olympiques
- Tokyo 2020
  -  Médaillée de bronze du keirin
  - 8e de la vitesse individuelle
- Paris 2024
  - 8e de la vitesse par équipes

### Coupe du monde
- 2019-2020
  - 1re de la vitesse par équipes à Milton (avec Kelsey Mitchell)
  - 2e du keirin à Cambridge

### Coupe des nations
- 2022
  - 2e de la vitesse par équipes à Glasgow
  - 3e du keirin à Glasgow
  - 3e du keirin à Milton
  - 3e de la vitesse par équipes à Milton
- 2023
  - 2e de la vitesse par équipes à Milton
  - 2e du keirin à Milton
- 2024
  - 3e du keirin à Adélaïde
  - 3e du keirin à Milton

### Jeux du Commonwealth
| Édition / Épreuve | Vitesse par équipes |
| Birmingham 2022   | Argent              |

### Ligue des champions
- 2021
  - 2e de la vitesse à Panevėžys

### Championnats panaméricains
- Aguascalientes 2018
  -  Médaillée d'argent du keirin
  -  Médaillée de bronze de la vitesse par équipes (avec Amelia Walsh)
  - Quatrième de la vitesse individuelle[4]
- Cochabamba 2019
  -  Médaillée d'or du keirin
  -  Médaillée d'or de la vitesse par équipes (avec Kelsey Mitchell)
- Lima 2022
  -  Médaillée d'or de la vitesse par équipes (avec Kelsey Mitchell et Sarah Orban)
  -  Médaillée d'argent du keirin
- San Juan 2023
  -  Médaillée d'or de la vitesse individuelle
  -  Médaillée d'argent du keirin
  -  Médaillée d'argent de la vitesse par équipes
- Los Angeles 2024
  -  Médaillée d'argent de la vitesse par équipes
- Asuncion 2025
  -  Médaillée d'or de la vitesse individuelle
  -  Médaillée d'or du keirin

### Championnats nationaux
- 2017
  -  Championne du Canada du 500 mètres
  -  Championne du Canada de vitesse par équipes (avec Tegan Cochrane)
  - 2e du keirin
  - 2e de la vitesse
- 2018
  -  Championne du Canada du 500 mètres
  -  Championne du Canada de vitesse par équipes (avec Amelia Walsh)
- 2019
  -  Championne du Canada du keirin
  - 2e du 500 mètres
  - 2e de la vitesse
  - 2e de la vitesse par équipes
- 2022
  - 2e du 500 mètres
- 2023
  -  Championne du Canada du keirin
  -  Championne du Canada de vitesse
- 2025
  -  Championne du Canada du keirin
  - 2e de la vitesse